# 布里斯滕山
46°44′14.3″N 08°40′53.6″E / 46.737306°N 8.681556°E

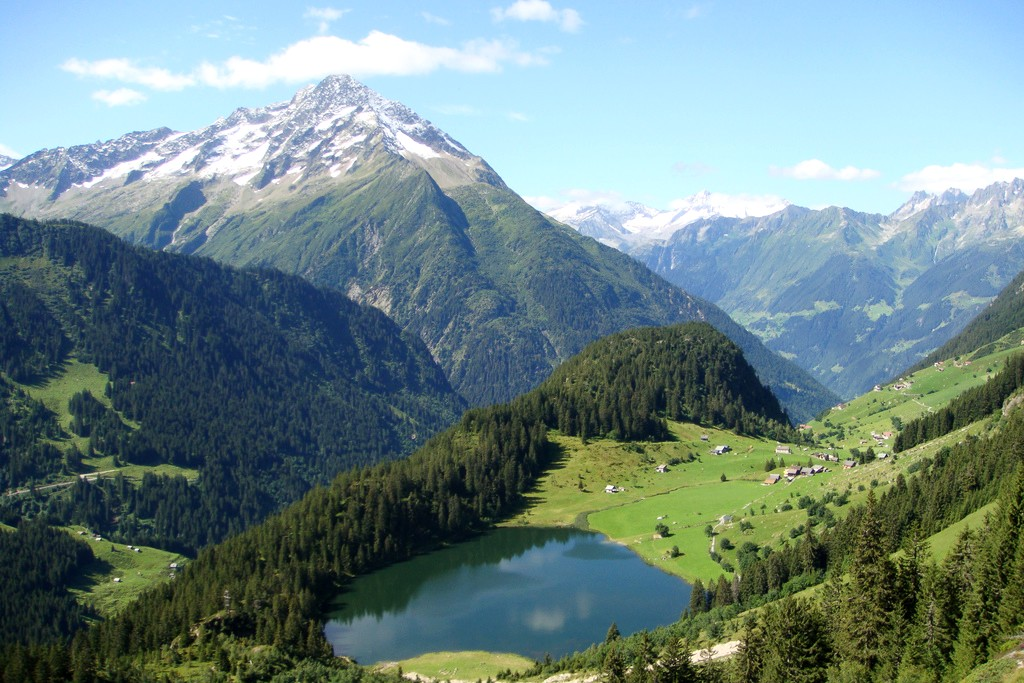

布里斯滕山（Bristen），是瑞士的山峰，位于该国中部，由烏里州负责管辖，屬於格拉魯斯山的一部分，海拔高度3,073米，每年平均降雨量2,385毫米。

## 外部連結
- Bristen on Summitpost （页面存档备份，存于）

1. ↑  . www.onthesnow.com.   [2025-05-22] （美国英语）.